# سنن دارمی
مسند دارمی معروف به سنن دارمی (عربی: سنن الدارمی) نوشته أبو محمد عبدالله بن عبد الرحمن بن برهام الدارمی السمرقندی (۱۸۱ هجری تا ۲۵۵ هجری قمری) یک مجموعه حدیثی است که به زبان عربی و در قرن سوم هجری نوشته شده‌است. این اثر، به نام «المسند الجامع» نیز خوانده شده‌است.
علیرغم عنوان مسند، آن را راوی به روش مسندهای دیگر مانند طیالسی یا ابن حنبل ترتیب نمی‌دهد. بر حسب موضوع به روش کتاب سنن مانند سنن ابن ماجه تنظیم شده‌است.

## شرح
به نقل از مکتبة الشاملة، تقریباً شامل سه هزار و پانصد حدیث (۳۵۰۰) است. ترتیب احادیث بر حسب موضوع است. اکثر احادیث در سنن صحیح هستند، فقط تعداد کمی از احادیث ضعیف هستند.

## معرفی نویسنده
وی در شهر سمرقند متولد شد، او در طلب علم در طول وعرض البلاد عرصه زد، ابتداء از: خراسان، عراق، بصره، واسط، کوفه و غیره از بلاد مسلمین سفر کرد. تألیف او راجع به حدیث موسوم به مسند است. وی بعد از نماز عصر (یوم الترویه) روز هشتم ماه ذوالحجة سال ۲۵۵ هجری قمری در سن ۷۵ سالگی درگذشت.
- عبدالله بن احمد بن حمویه سرخاسی (۲۹۳–۳۸۱ ق)
- عبدالرحمن بن محمد بن مظفر داودی «جمال الاسلام» (۳۷۴–۴۶۷ ه).
- ابوالوقت عبد الاول بن عیسی بن شعیب سیجیزی (۴۵۸–۵۵۳ق)

## نسخه‌های منتشر شده
- تصحیح حسین سلیم اسد، دارالمغنی، ۱۴۲۰ق / ۲۰۰۰م، ص. ۱۵۱–۳
- المسند الجامع - سنن الدریمی (المُسْنَد الجامِع المعروف سُنَن الدَّارِمِی) امام ابی محمد الدریمی، انتشار: معصّصات الرساله | بیروت، لبنان.[۶]